# Capidentalia
Capidentalia là một chi bướm đêm thuộc họ Gelechiidae.